# Coelichneumon octoguttatus
Coelichneumon octoguttatus là một loài tò vò trong họ Ichneumonidae.